# Bolboleaus storeyi
Bolboleaus storeyi är en skalbaggsart som beskrevs av Henry Fuller Howden 1985. Bolboleaus storeyi ingår i släktet Bolboleaus och familjen Bolboceratidae. Inga underarter finns listade.